# Oliver Breite
Oliver Breite, geboren als Oliver Bäßler, (* 28. Mai 1963 in Ost-Berlin) ist ein deutscher Theater- und Filmschauspieler.

## Leben
Nach dem Besuch der Polytechnischen Oberschule begann Breite 1979 eine Maurerlehre, die er 1981 beendete. Anschließend arbeitete er zunächst als Postbote und Straßenbahnfahrer in Berlin, bevor er von 1982 bis 1985 seinen Wehrdienst leistete.
Bereits während der Lehrzeit als Kleindarsteller am Deutschen Theater in Berlin wirkend, absolvierte Breite von 1985 bis 1989 seine Schauspielausbildung an der Berliner Hochschule für Schauspielkunst „Ernst Busch“.
Im Sommer 1989 wurde er an das Mecklenburgische Staatstheater Schwerin engagiert, wo er unter anderem in Christoph Schroths Inszenierung Wilhelm Tell mitwirkte. Zum Spielzeitbeginn 1993 holte ihn Schroth an das Staatstheater Cottbus. Dort eröffnete er die Spielzeit als Othello in dem gleichnamigen Stück unter der Regie und Intendanz von Christoph Schroth.
1997 erhielt Oliver Breite den Max-Grünebaum-Preis. 1999 spielte er den Jochen in Andreas Dresens Kinofilm Nachtgestalten.
2001 wechselte er, nach Gastauftritten in Bonn und Magdeburg, an das Deutsche Theater Berlin. In den Jahren 2004 und 2005 folgte eine Zusammenarbeit mit Jens-Daniel Herzog am Nationaltheater Mannheim. 2010 spielte er am Hessischen Staatstheater Wiesbaden unter der Regie von Konstanze Lauterbach in dem Stück Michael Kohlhaas von Heinrich von Kleist.
Ab 2012 spielte er am Staatstheater Cottbus unter der Regie von Mario Holetzeck in der Inszenierung Der Laden (nach Erwin Strittmatters gleichnamiger Romantrilogie) die Rolle des Esau Matt.
Oliver Breite ist seit 2006 mit der Schauspielerin Corinna Breite verheiratet, hat mit ihr zwei Söhne und lebt im Ortsteil Radewege der Gemeinde Beetzsee.

## Filmografie

### Kinofilme
- 1999: Nachtgestalten
- 2005: Der Schatz des weißen Falken
- 2002: Der Brief des Kosmonauten
- 2023: Der Zeuge

### Fernsehproduktionen
- 1990: Wilhelm Tell (Theateraufzeichnung)
- 2003: K3 – Kripo Hamburg – Auf dünnem Eis
- 2003: Polizeiruf 110: Verloren
- 2003: Gefährliche Gefühle
- 2004: Der weiße Afrikaner
- 2004: Tatort – Letzte Zweifel
- 2005: Einfache Leute
- 2006: Nachtschicht – Der Ausbruch
- 2006: Vom Ende der Eiszeit
- 2006: Abschnitt 40 (4 Folgen, gesendet erst 2012)
- 2007: Tatort – Bevor es dunkel wird
- 2007: Notruf Hafenkante – Fremde Tochter
- 2007: Alte Freunde
- 2008: Polizeiruf 110 – Geliebter Mörder
- 2008: Mordgeständnis
- 2008: Stille Post
- 2008: Tatort – Todesstrafe
- 2008–2011: Alles was Recht ist (vier Folgen)
- 2009: Die Wölfe
- 2009: Alles was recht ist – Die italienische Variante
- 2009: Unter Verdacht – Tausend Augen
- 2009: Dr. Hope – Eine Frau gibt nicht auf
- 2009: Flemming – Die Herrin der Gefühle
- 2009: In aller Freundschaft – Folge 442: Die Angst der Anderen
- 2010: Masserberg
- 2010: Auch Lügen will gelernt sein
- 2010: Tatort – Der letzte Patient
- 2010: Liebe vergisst man nicht
- 2011: Am Kreuzweg
- 2011: You missed Sonja (Kurzfilm)
- 2011: SOKO Wismar – Restschuld
- 2011: Notruf Hafenkante – Eltern – nein, danke!
- 2011: Was uns zusteht (Kurzfilm)
- 2012: Tatort – Hochzeitsnacht
- 2012: Halbe Hundert
- 2012: Unter den Linden
- 2013: Tod an der Ostsee
- 2013: Kommissar Stolberg – Der verlorene Sohn
- 2014: Wilsberg: Nackt im Netz
- 2014: Notruf Hafenkante – Diebe
- 2015: In aller Freundschaft – Ohne Netz und doppelten Boden
- 2015: In aller Freundschaft – Die jungen Ärzte – Wahrheiten
- 2015: Weissensee (Fernsehserie, 3 Folgen)
- 2016: Zwei verlorene Schafe
- 2017: In aller Freundschaft – Unter Strom
- 2018: SOKO Hamburg – Mitten ins Herz
- 2020: WaPo Berlin – Ein tödlicher Auftrag
- 2022: SOKO Stuttgart – Tod im Turm
- 2023–2024: WaPo Berlin (Fernsehserie, 9 Folgen)
- 2025: SOKO Leipzig: Schwarz ist alle Farben